# District de Bincheng
Le district de Bincheng (滨城区 ; pinyin : Bīnchéng Qū) est une subdivision administrative de la province du Shandong en Chine. Il est placé sous la juridiction de la ville-préfecture de Binzhou.